# Петро Котович
Петро Котович (хресне ім'я Андрій; 3 лютого 1873, Чесанів — 5 листопада 1955, Грімсбі, Онтаріо, Канада) — український церковний діяч, ієромонах-василіянин, душпастир у Галичині, на Закарпатті та в Канаді, письменник, перекладач релігійної літератури, проповідник.

## Життєпис
Народився 3 лютого 1873 року у місті Чесанів (тепер Польща) у сім'ї Петра Котовича та його дружини Марії з дому Лукашевич. Мав братів Михайла і Теофіла та трьох сестер. Початкову освіту здобув у Чесанівській початковій школі, а середню в Перемишльській цісарсько-королівській гімназії. 11 січня 1890 року вступив до Василіянського Чину на новіціят у Добромильський монастир, де через шість місяців на облечинах отримав чернечий одяг і нове ім'я Петро. 5 вересня 1891 року в Добромилі склав перші монаші обіти і розпочав студії риторики, опісля переїхав до василіянського монастиря у Лаврові на студії філософії; богослов'я вивчав у Кристинопільському монастирі. 13 січня 1895 року брат Петро Котович склав довічні монаші обіти в монастирській церкві в Добромилі, а після двох років, 12 вересня 1897 року, в Перемишлі отримав ієрейські свячення з рук єпископа Костянтина Чеховича.
Після висвячення о. Петро працював у Свято-Онуфріївському василіянському монастирі у Львові: був проповідником, сповідником, провідником церковних братств і товариств, був капеланом і сповідником монахинь василіянок, у вільний час писав або перекладав релігійні твори з іноземних мов на українську мову. Після трьох років служіння у Львові, отримав призначення до василіянського монастиря у Дрогобичі, де допомагав при місцевих парафіях і час-від-часу виїжджав на місії. Невдовзі переведений до Жовківського монастиря для письменницької праці та праці в друкарні. У Жовкві він, в основному, займався видавництвом духовної літератури, яку сам писав, або перекладав. У 1919 році під час польсько-української війни, разом з ченцями Крехівського і Жовківського монастирів (разом 42), був вивезений до концентраційного табору у Домб'є.
У 1920 році переїхав на Закарпаття, де пропрацював майже 20 років. Спочатку проживав у Мукачівському монастирі на Чернечій Горі, де за кілька місяців перед його приїздом розпочалася реформа Провінції святого Миколая. У Мукачеві допомагав настоятелю монастиря — о. Єроніму Малицькому і магістру новиків — о. Глібу Кінаху, навчав новиків української мови і викладав їм катехизм. Після двох років служіння у Мукачівському монастирі, о. Петра призначили ігуменом василіянського монастиря в м. Ужгороді і директором інтернату, який діяв при цьому монастирі. 28 вересня 1925 року при Ужгородському монастирі о. Петро Котович відкрив василіянську друкарню, на яку отримав велику фінансову підтримку з Рима від Папи Пія ХІ та єпископа Крижевецької єпархії Діонісія Наряді, а також від митрополита Андрея Шептицького зі Львова, Пряшівського єпископа Павла Гойдича та інших доброчинців.
16 грудня 1931 року о. Петра Котовича призначили ігуменом Імстичівського монастиря. Його стараннями відновлено монастирську церкву, яку розмалював професор Василь Королів Старий. З приходом угорської влади у 1939 році уряд робив усе можливе, щоб о. Петро покинув Закарпаття, тоді настоятелі призначили його на місійну працю до Канади. Перед початком Другої світової війни о. Петро Котович виїхав до Англії, де 11 серпня 1939 року сів на корабель у Ліверпулі і 21 серпня прибув у Квебек. У Канаді працював при василіянській парафії в Монреалі, потім у Вінніпегу, а наприкінці у Ванкувері. Крім парафіяльних обов'язків, писав різні твори і займався перекладацькою справою. Коли захворів на серцеву недугу і цукровий діабет, то був переведений до монастиря у Грімсбі, де лікувався, а коли дозволяло здоров'я — займався письменницькою працею.
Помер 5 листопада 1955 року у Грімсбі, похований у Вінніпезі.

## Публікації
- «Хваліте Господа. Молитовник для мущин і женщин» (вид. 3, Жовква 1927),
- «Дорога спасення. Свята місія в образах» (Ужгород 1930),
- «Молитовник християнської родини» (вид. 7, Жовква 1927), «Молитовник християнської родини» (Ужгород 1931),
- «Монаше життя» (Львів «Місіонер» 2023).

### Переклади
- А. Штольц «Перли до небесного вінця або поясненє заповіди о любови» (Жовква 1908),
- А. Штольц «Богородице Діво» (Жовква 1909),
- І. Н. Штеґер «Небесний вінець» (вид. 2, Жовква 1912),
- Ф. Скуполі «Борба духовна» (вид. 2, Жовква 1913),
- Фр. Гатлєр «Серце за серце» (вид 2, Жовква 1918),
- А. Штольц «Короткі розваги над станом своєї душі» (вид 4. 3, Жовква 1918),
- Фр. Гатлєр «Найкрасша потіха в годинї смерти» (Жовква 1920),
- А. Штольц «О вихованню дітий уваг кілька» (Жовква 1920),
- М. Мешлєр ТІ «Божественний Спаситель» (Жовква 1921),
- А. Штольц «Життя і смерть» (вид. 3, Жовква 1922),
- А. Штольц «Многострадальна Мати» (вид. 3, Жовква 1922),
- Св. А. Лігорій «Як любити Ісуса» (вид. 2, Жовква 1923),
- А. Родріґуез ТІ «О поступі в совершенстві та чеснотах християнських». Частина перша (Жовква 1923),
- І. Скарамеллі «Духовний провідник на дорозі христіянських чеснот», том І (Жовква 1925),
- А. Штольц «Всьо переминає» (вид. 4, Жовква 1925),
- А. Штольц «Найбільша окраса христіянських дів» (вид. 3, Жовква 1926),
- Ф. Скуполі «Про внутрішний спокій» (вид. 3, Жовква 1926),
- Ф. Маршаль «Христіянська невіста» (вид. 2, Жовква 1927),
- А. Штольц «Незабудька для молодих дівчат» (вид. 4, Жовква 1927),
- А. Штольц «Потіха для терплячих» (вид. 5, Жовква 1927),
- А. Штольц «Хто яко Бог?» (вид. 2, Жовква 1927),
- Фр. Гатлєр «Основні правди. Провідник життя для христіянських родин» (вид. 2, Жовква 1929),
- Б. Веркрііс ТІ «Розважання на всі дні цілого року для законних осіб. Перша часть: від 1 січня до 30 червня» (Жовква 1929),
- Б. Веркрііс ТІ «Розважання на всі дні цілого року для законних осіб. Друга часть: від 1 липня до 31 грудня]» (Жовква 1930),
- А. Штольц «Духовний лік для хорих» (вид. 4, Жовква 1930),
- А. Штольц «Отче наш або пояснення молитви Отче нааш в примірах» (вид. 3, Жовква 1930).